# Muélledes
Muélledes es una entidad de población española del municipio de Gejuelo del Barro, perteneciente a la provincia de Salamanca, en la comunidad autónoma de Castilla y León.

## Historia
Hacia mediados del siglo XIX, el lugar ya pertenecía a Gejuelo del Barro. Aparece descrito en el undécimo volumen del Diccionario geográfico-estadístico-histórico de España y sus posesiones de Ultramar de Pascual Madoz con las siguientes palabras:

MUELLEDES: alq. en la prov. de Salamanca, part. jud. de Ledesma, térm. jurisd. de Gejuelo del Barro. pobl.: 2 vec., 9 almas. (1/2 leg.). Tiene monte de encina y algun roble con pastos que aprovecha el ganado.
(Madoz, 1848, p. 672)

En 2023, la entidad singular de población no tenía empadronado ningún habitante.